# Puntius punctatus
Puntius punctatus är en fiskart som beskrevs av Day, 1865. Puntius punctatus ingår i släktet Puntius och familjen karpfiskar. IUCN kategoriserar arten globalt som livskraftig. Inga underarter finns listade i Catalogue of Life.